# La Aldea, Doctor Mora
La Aldea är en ort i Mexiko.   Den ligger i kommunen Doctor Mora och delstaten Guanajuato, i den centrala delen av landet, 220 km nordväst om huvudstaden Mexico City. La Aldea ligger 2 245 meter över havet och antalet invånare är 125.
Terrängen runt La Aldea är huvudsakligen kuperad, men västerut är den platt. Runt La Aldea är det ganska glesbefolkat, med 34 invånare per kvadratkilometer. Närmaste större samhälle är San José Iturbide, 18,4 km sydväst om La Aldea. Trakten runt La Aldea består i huvudsak av gräsmarker.